# 아쓰기역
아쓰기역(일본어: 厚木駅)은 일본 가나가와현 에비나시에 위치한 오다큐 전철, 동일본 여객철도, 일본화물철도, 사가미 철도의 철도역이다. 오다큐 전철이 운영하는 오다큐 오다와라선과 JR 동일본이 운영하는 사가미선 등 2개의 노선이 운행되고 있으며, 화물선으로 운용되고 있는 사가미 철도 소테쓰 아쓰기선의 종착역이기도 하다. 오다큐 전철의 역 번호는 OH 33이며, 승강장은 오다큐의 경우 상대식 승강장 2면 2선의 구조를 갖췄고, JR 동일본은 단선 승강장 1면 1선의 구조를 갖춘 지상역이다.

## 타는 곳

### 오다큐 전철
| 1 | 오다와라선 | 하행 | 오다와라·하코네유모토 방면 |                                                                             |
| 2 | 오다와라선 | 상행 | 신주쿠·지요다선 방면       | 요요기우에하라역에서 도쿄 메트로 지요다선으로, 아야세역에서 조반선으로 직통 |

## 오다와라 시멘트 전용선
아쓰기 조차장의 동쪽에는, 1964년에 오다와라 시멘트의 생 콘크리트 공장이 개설되어, 사가미 철도의 역에서 전용선으로 접속해, 원료인 시멘트가 철도 수송에 의해 투입되게 되었다. 이 수송은, 1979년 이전은 사가미 본선의 니시요코하마 - 호도가야역 간 화물 지선을 분기해, 사가미 본선·아쓰기선 경유로 행해지고 있었지만, 같은 해 니시요코하마 - 호도가야역 간 화물 지선의 폐지에 의해 노선 변경되어 지가사키부터 사가미 선 경유로 수송되어 개정되었다. 그러므로 수송 경로 변경후에도 공장으로 향하는 전용선은 사가미 철도의 아쓰기역으로 접속되고 있어 사가미선의 화물열차로 도착했던 시멘트 호퍼차의 공장으로의 입선 및 공차의 송출은 사가미 철도의 기관차로 행해져, 오다와라 시멘트로부터 사가미 철도에 대해 구내 수송 운임이 지불되고 있다. 1986년에 이 수송은 종료되었다.

## 이용 현황

### 오다큐
| 연도   | 오다큐             | 오다큐 |
| 연도   | 1일 평균 승강 인원 | 증가율 |
| ------ | ------------------ | ------ |
| 1982년 | 15,681             |        |
| 2002년 | 18,171             |        |
| 2003년 | 18,141             | -0.2%  |
| 2004년 | 18,271             | 0.7%   |
| 2005년 | 18,119             | -0.8%  |
| 2006년 | 18,682             | 3.1%   |
| 2007년 | 19,925             | 6.7%   |
| 2008년 | 20,246             | 1.6%   |
| 2009년 | 20,087             | -0.8%  |
| 2010년 | 19,782             | -1.5%  |
| 2011년 | 19,530             | -1.3%  |
| 2012년 | 20,039             | 2.6%   |
| 2013년 | 20,708             | 3.3%   |
| 2014년 | 20,745             | 0.2%   |
| 2015년 | 21,182             | 2.1%   |

### 오다큐·JR 동일본
| 연도   | 오다큐 | JR 동일본 |
| ------ | ------ | --------- |
| 1995년 | 10,209 | 5,790     |
| 1998년 | 9,642  | 5,497     |
| 1999년 | 9,358  | 5,538     |
| 2000년 | 9,266  | 5,426     |
| 2001년 | 9,144  | 5,353     |
| 2002년 | 9,025  | 5,249     |
| 2003년 | 9,046  | 5,231     |
| 2004년 | 9,041  | 5,354     |
| 2005년 | 8,978  | 5,477     |
| 2006년 | 9,279  | 5,770     |
| 2007년 | 9,903  | 6,371     |
| 2008년 | 10,091 | 6,527     |
| 2009년 | 10,017 | 6,424     |
| 2010년 | 9,888  | 6,319     |
| 2011년 | 9,740  | 6,106     |
| 2012년 | 9,995  | 6,525     |
| 2013년 | 10,324 | 6,844     |
| 2014년 | 10,350 | 6,805     |
| 2015년 |        | 7,029     |

### JR 화물
| 연도   | 발송 | 도착 |
| ------ | ---- | ---- |
| 1998年 |      |      |
| 1999年 |      |      |
| 2000年 |      |      |
| 2001年 |      |      |
| 2002年 |      | 400  |
| 2003年 |      |      |
| 2004年 |      |      |
| 2005年 |      |      |
| 2006年 |      | 400  |
| 2007年 |      |      |
| 2008年 |      | 800  |
| 2009年 |      | 400  |
| 2010年 |      |      |
| 2011年 |      | 400  |
| 2012年 |      | 400  |
| 2013年 |      |      |

## 역 주변
- 사가미강
- 사가미 대교
- 에비나시립 청소년 회관
- 도메이 고속도로, 수도권 중앙 연락 자동차도 - 에비나 나들목

## 인접역
| 오다큐 오다와라선                            | 오다큐 오다와라선 | 오다큐 오다와라선              |
| -------------------------------------------- | ----------------- | ------------------------------ |
| (무정차통과)                                 | ■ 쾌속급행 ■ 급행 | (무정차통과)                   |
| OH 32 에비나 신주쿠 방면                     | □ 통근준급        | 혼아쓰기 OH34 (하행 열차 없음) |
| OH 32 에비나 아야세 방면                     | ■ 준급            | 혼아쓰기 OH 34 오다와라 방면   |
| OH 32 에비나 신주쿠 방면                     | ■ 각역정차        | 혼아쓰기 OH 34 오다와라 방면   |
| 동일본 여객철도 ■ 사가미선                   |                   |                                |
| 샤케 지가사키 방면                           | ■ 사가미선        | 에비나 하시모토 방면           |
| ■ 소테쓰 아쓰기선                            |                   |                                |
| 사가미코쿠부 신호소 사가미코쿠부 신호소 방면 | (화물선)          | 시·종착역                      |